# Robone
 (signalé en mai 2025).
Si vous disposez d'ouvrages ou d'articles de référence ou si vous connaissez des sites web de qualité traitant du thème abordé ici, merci de compléter l'article en donnant les références utiles à sa vérifiabilité et en les liant à la section « Notes et références ».
- Archive Wikiwix
- Bing
- Cairn
- DuckDuckGo
- E. Universalis
- Gallica
- Google
- G. Books
- G. News
- G. Scholar
- Persée
- Qwant
- (zh) Baidu
- (ru) Yandex
- (wd) trouver des œuvres sur Wikidata

Le robone était une robe ancienne, portée dans le milieu universitaire et la magistrature.

## Histoire
De coupe similaire à la toge des anciens Romains, elle était répandue à l'époque médiévale dans les tribunaux et les municipalités du centre et du nord de l'Italie; on la trouve donc principalement en tissu épais.
Dans les formes courtoises, il avait une structure large et pompeuse, pouvant également être en tissu précieux comme le brocart.
Porté dans les circonstances cérémonielles, il témoigne aussi d'un usage funéraire.

## Liens
- Étole (vêtement)